# 中和镇 (儋州市)
中和镇，是中华人民共和国海南省儋州市下辖的一个乡镇级行政单位。

## 行政区划
中和镇下辖以下地区：
中和社区、高第村、水井村、环龙村、和平村、山春村、灵春村、横山村、五里村、七里村、长村和黄江村。